# Aman (renseignement)
Pour les articles homonymes, voir Aman.
Aman (Agaf Ha-Modiʿin en hébreu) est un acronyme désignant la direction du renseignement militaire israélien.
C'est un des 3 grands services de renseignement israélien aux côtés du Shin Beth (renseignement intérieur) et du Mossad (renseignement extérieur).
Elle est fondée en 1948 après la création de l’État d’Israël. Dans un premier temps appelée Sherout Hamodiʿin, elle fut renommée « Aman » en 1953.
L'Aman est sous l'autorité de l'état-major général de l'armée de défense d'Israël (Tsahal).
Elle supervise notamment l'Unité 8200 et les Sayeret Matkal.

## Liste des directeurs successifs
- 1948–1949 – Isser Bééri
- 1949–1950 – colonel Chaim Herzog
- 1950–1955 – colonel Binyamin Gibly (he)
- 1955–1959 – major-général Yehoshafat Harkabi
- 1959–1962 – major-général Chaim Herzog
- 1962–1963 – major-général Meir Amit
- 1964–1972 – major-général Aharon Yariv (en)
- 1972–1974 – major-général Eli Zeira (en)
- 1974–1978 – major-général Shlomo Gazit (en)
- 1979–1983 – major-général Yehoshua Saguy (en)
- 1983–1985 – major-général Ehud Barak
- 1986–1991 – major-général Amnon Lipkin-Shahak (en)
- 1991–1995 – major-général Uri Sagi (en)
- 1995–1998 – major-général Moshe Yaʿalon
- 1998–2001 – major-général Amos Malka (he)
- 2001–2006 – major-général Aharon Zeʿevi-Farkash (en)
- 2006–2010 – major-général Amos Yadlin (en)
- 2010-2014 – major-général Aviv Kokhavi
- 2014-2018 – major-général Hertzl Halevy[2]
- 2018-2021 – major-général Tamir Hayman (he)
- 2021-2024 – major-général Aharon Haliva (he)
- depuis 2024 — major-général Shlomi Binder (en)